# 남면초등학교 (충남)
남면초등학교는 대한민국 충청남도 태안군 남면 달산리에 있는 공립 초등학교이다.

## 학교 연혁
| 1929년 | 6월 20일  | 남면공립보통학교(4년제) 개교        |
| 1938년 | 4월 1일   | 남면공립심상소학교로 개칭           |
| 1939년 | 4월 1일   | 6년제 개편                          |
| 1941년 | 4월 1일   | 남면공립국민학교로 개칭             |
| 1956년 | 4월 1일   | 원당분교장(삼성국민학교) 분리       |
| 1973년 | 3월 1일   | 진산분교장(남진국민학교) 분리       |
| 1981년 | 3월 1일   | 병설유치원 개원                     |
| 1996년 | 3월 1일   | 남면초등학교로 개칭                 |
| 2000년 | 12월 19일 | 농어촌 현대화 시범학교 준공 및 이전 |
| 2001년 | 3월 1일   | 남면초등학교·서남중학교 통합 개교   |
| 2001년 | 9월 1일   | 남진초등학교 통폐합                 |
| 2004년 | 3월 1일   | 통합 학교명을 남면초·중학교로 개칭  |
| 2015년 | 9월 1일   | 통합학교 제10대 안성호 교장 취임    |
| 2016년 | 2월 4일   | 제84회 12명 졸업(총6,357명)         |
| 2016년 | 3월 2일   | 입학식(9명 입학)                    |
| 2017년 | 3월 1일   | 통합학교 제11대 최기학 교장 부임    |
| 2017년 | 3월 2일   | 입학식(4명 입학)                    |

## 참고 자료
- 남면초등학교 - 한국교육학술정보원 학교알리미